# Чіні-Джан (дегестан)
Чіні-Джан (перс. چینی جان) — дегестан в Ірані, в Центральному бахші, в шагрестані Рудсар остану Ґілян. За даними перепису 2006 року, його населення становило 11653 особи, які проживали у складі 3371 сімей.

## Населені пункти
До складу дегестану входять такі населені пункти:
- Аліабад
- Ахмадабад
- Бала-Ґава-Сара
- Валісе
- Ґава-Сара-Алія
- Дів-Даре
- Кішакаджан
- Колька-Сара
- Легдарбон
- Ліллях-Руд
- Мазандеран-Махале
- Міян-Поште
- Насер-Сара
- Паїн-Ґава-Сара
- Сахне-Сара
- Таміджан
- Халіфе-Махале
- Хосейнабад
- Чафджір
- Чіні-Джан